# Kruglany
Kruglany [kruˈɡlanɨ] est un village polonais de la gmina de Kuźnica dans le powiat de Sokółka et dans la voïvodie de Podlachie. Il se situe à environ 4 kilomètres au sud-ouest de Kuźnica, à 13 kilomètres au nord-est de Sokółka et à 51 kilomètres au nord-est de Białystok.